# Ouessant
für die Südseeinsel siehe Quessant, für die Zwergschafrasse siehe Ouessantschaf
Ouessant [wɛsɑ̃] (bretonisch Enez Eusa, englisch Ushant) ist eine ca. 16 km² große, knapp 20 km vor der Westküste der Bretagne gelegene, französische Atlantikinsel. Ihre 854 Einwohner (Stand 1. Januar 2022) zählende Gemeinde gehört zum Arrondissement Brest im Département Finistère und ist, abgesehen von den Überseegebieten, die westlichste Siedlung Frankreichs. 

## Lage und Beschaffenheit

Lage der Insel

Die 15,58 km² große Insel liegt etwa 20 Kilometer westlich der Küste des Finistère im Osten der Keltischen See. Sie stellt den westlichsten Teil des französischen Mutterlandes dar und markiert wie die Scilly-Inseln im Norden den westlichen Abschluss des Ärmelkanals sowie den nördlichen Abschluss des Seegebietes Iroise.
Ouessant besteht wie nahezu alle bretonischen Inseln aus Granitgestein. An ihrer höchsten Erhebung erreicht die Insel 61 m. Die Form der Insel erinnert entfernt an eine Krabbe.

## Wirtschaft und Tourismus
Die Gemeinde Ouessant besteht aus offiziell 92 Weilern; Hauptort und Sitz der Verwaltung ist Lampaul.
Viele Einwohner leben heute vom Tourismus und dem Dienstleistungsgewerbe. Die Anzahl der Arbeitskräfte in den nautischen Berufen (Fischer, Seeleute oder Leuchtfeuerwärter) ist rückläufig. Die Landwirtschaft spielt kaum noch eine Rolle. Für die Imkerei ist die Insel wichtig, da es auf ihr einen reinen, Varroa-freien Bestand der bretonischen Dunklen Biene gibt.
In den Sommermonaten kommen zahlreiche Tagestouristen, die für einige Stunden die Insel erkunden. Gästen, die länger bleiben, stehen einige kleinere Hotels und Privatunterkünfte zur Verfügung. Die Insel ist landschaftlich reizvoll, bietet aber weder bedeutende Badestrände noch herausragende touristische Sehenswürdigkeiten. Erwähnenswert sind der im Westen gelegene, 55 Meter hohe Leuchtturm Phare du Créac’h mit einem kleinen Museum über maritime Signaleinrichtungen, der im Osten gelegene Phare du Stiff, der für Besucher begehbar ist, der zwischen beiden Leuchttürmen verlaufende Küstenwanderweg sowie die Kirche in Lampaul.
Nach Ouessant besteht eine tägliche Fährverbindung von Brest über die deutlich kleinere, bewohnte Nachbarinsel Molène, die unterwegs angelaufen wird. Ebenso besteht eine Fährverbindung vom Fischerdorf Le Conquet nach Ouessant, durch die Fähre Le Fromveur. Ferner ist ein kleiner Flugplatz vorhanden, der vom Flughafen Brest aus angeflogen wird.

Ile d'Ouessant
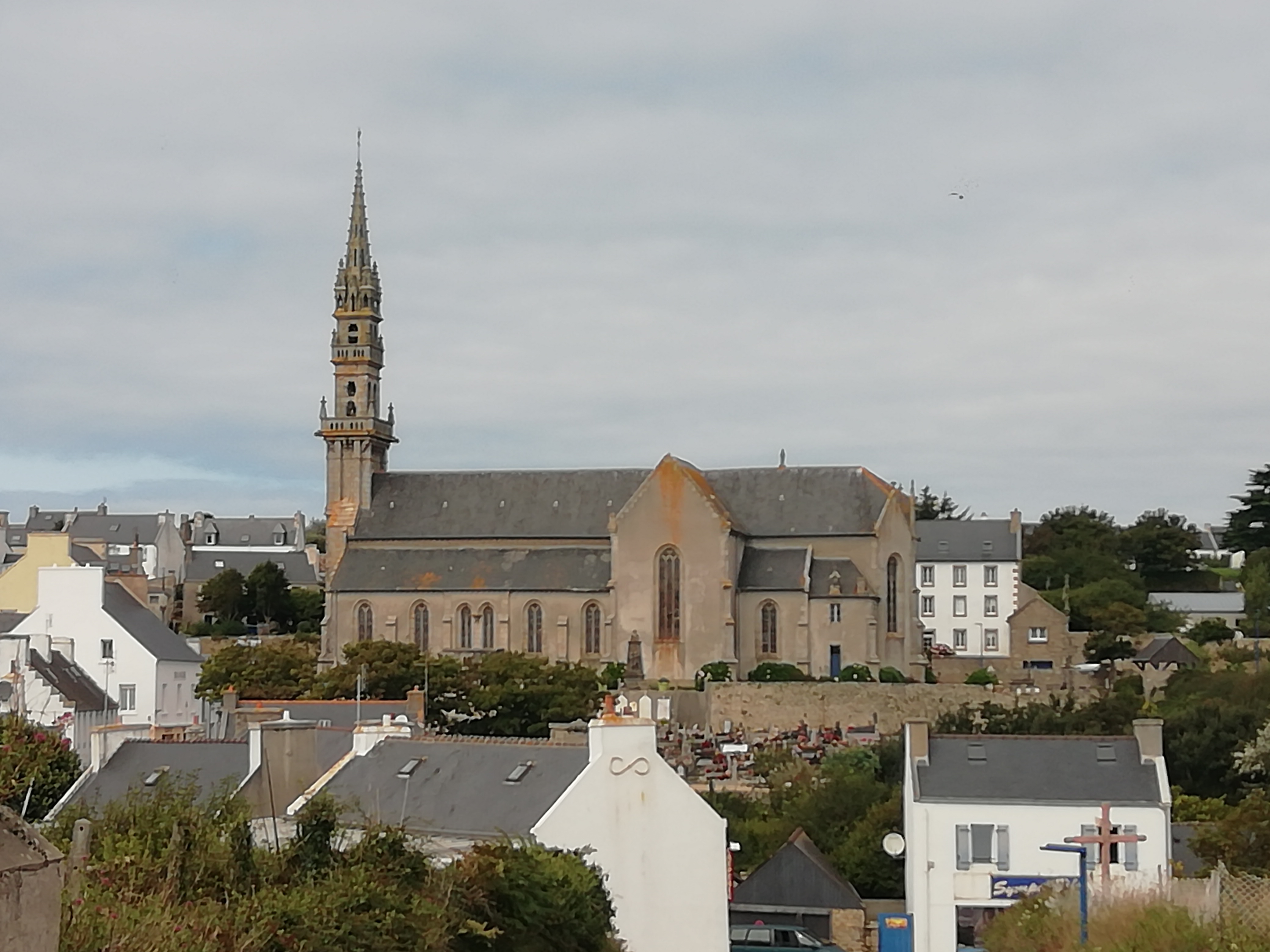
Kirche in Lampaul
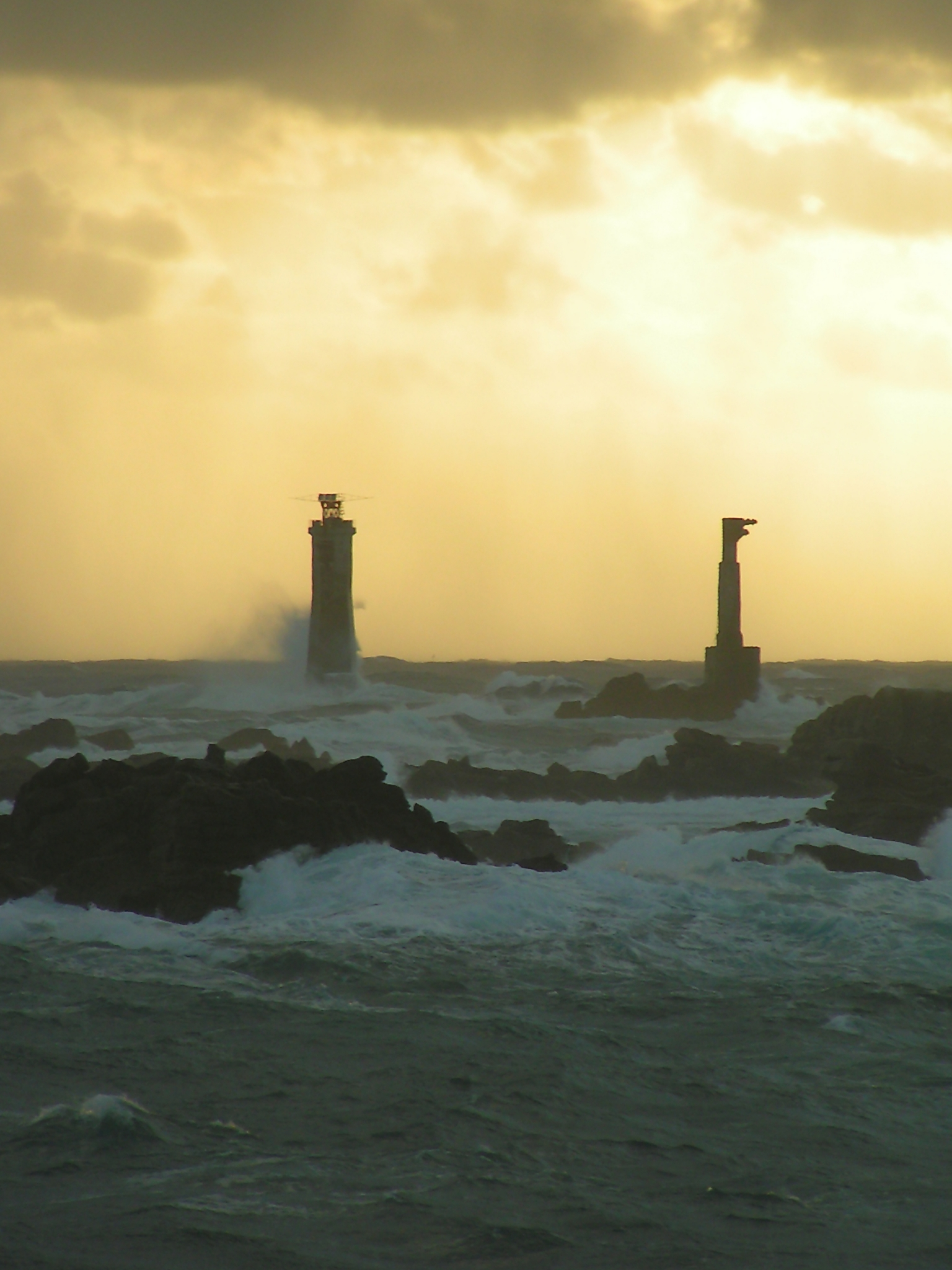
Leuchtturm von Nividic
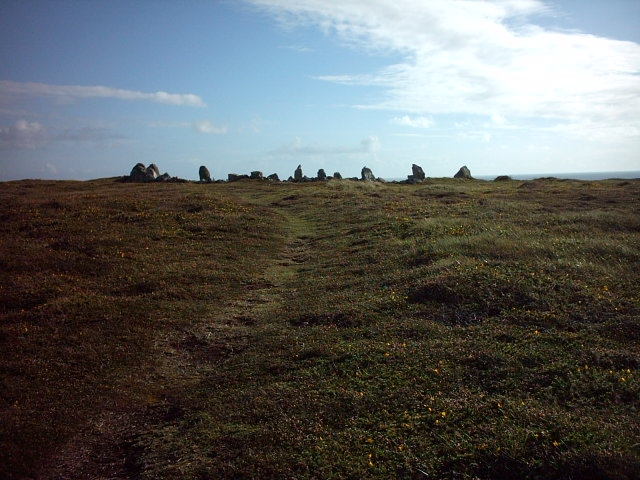
Steinkreis Pen-ar-Lan
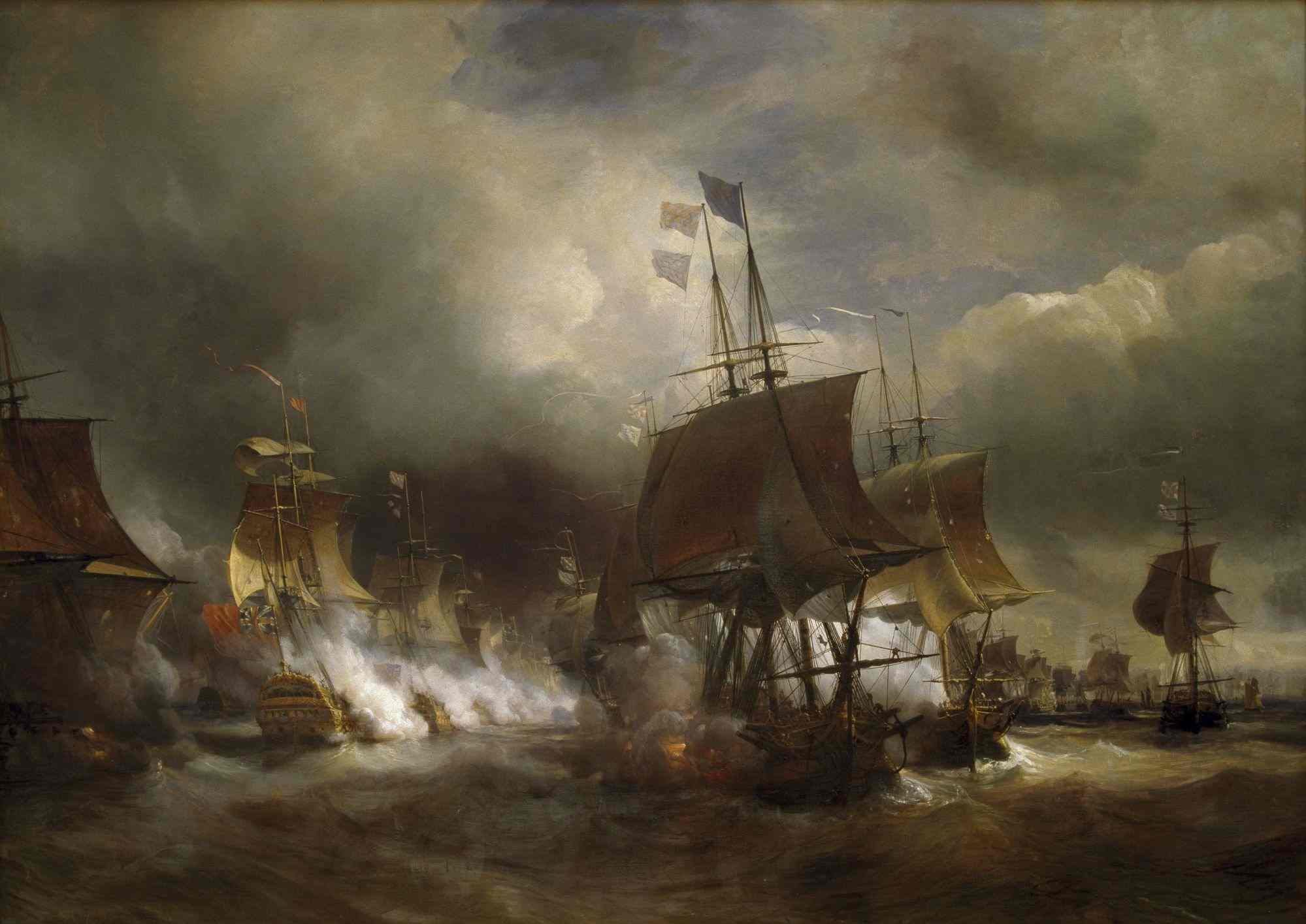
Schlacht bei Ouessant (1778) von Theodore Gudin

## Bedeutung für die Seefahrt
Die Insel markiert für die von Südwesten aus dem Atlantik kommenden Schiffe den Eingang zum Ärmelkanal. Der weithin sichtbare Leuchtturm Phare du Créac’h, besser bekannt als Ushant Lighthouse, ist für Seefahrer das erste Leuchtfeuer nach der Überquerung der Biskaya und die wichtigste Kursmarke für die Einfahrt in den Ärmelkanal. Nordwestlich des Leuchtturms liegt ein Verkehrstrennungsgebiet zur Regulierung der Schifffahrt bei der Kursänderung vom Atlantik in den Ärmelkanal und umgekehrt. Ein Radarturm neben dem Leuchtturm Phare du Stiff im Nordosten der Insel dient der Kontrolle des Verkehrstrennungsgebietes. Daneben steht ein Sendemast für NAVTEX.
Die Bewohner von Ouessant praktizierten während mehr als zweihundert Jahren die Zeremonie Proella, um von verschollenen Seeleuten Abschied zu nehmen ('broella' (bretonisch) für  ‘Zurück an Land’ oder ‘Rückkehr in die Heimat’). Statt eines Leichnams wurde ein ca. zehn Zentimeter großes Kreuz aus Wachs beerdigt. Dieses Croix de proella wurde auf dem Friedhof in ein kleines Mausoleum gelegt, das alle Kreuze der Verschollenen quasi als Gemeinschaftsgrab enthielt. Dieses Ritual wurde seit mindestens 1734 praktiziert und fand sein Ende im Jahr 1962.

## Historische Bedeutung

### Vor- und Frühgeschichte
„Die Insel des Weltenendes“ besaß mehrere Megalithanlagen, darunter den von Admiral Antoine-Jean-Marie Thévenard (1733–1815) im Jahre 1800 so benannten „Heidentempel“. Das eckige Gehege, eine sogenannte „Quadrilatère“, ist nur noch als Aquarell des Malers Jean-Baptiste Debret (1768–1848) erhalten. Noch heute existiert der kleine ovale Steinkreis von Pen-ar-Lan im äußersten Osten der Insel.
Archäologische Ausgrabungen begannen 1988. Sie weisen auf eine Präsenz des Menschen während der Jungsteinzeit hin. Von der späten Bronzezeit bis zur frühen Eisenzeit (750 bis 450 vor Chr.) war das Dorf nicht die einzige Siedlung der Insel. Spuren eines Muschelkults weisen auf die Verehrung einer bretonischen Meeres- und Fruchtbarkeitsgöttin hin, von der Artemidor von Ephesos während der Wende vom 2. zum 1. Jahrhundert v. Chr. berichtet. Die Reste zeigen auch außergewöhnlich reiche Spuren der Römerzeit. Tausende Keramik-Artefakte beweisen, dass dieses Dorf auch die protokeltischen kulturellen Strömungen aufnahm. Paulus Aurelius (Saint Pol), der die Insel missionierte, gründete der Sage nach um 517 ein Kloster auf Ouessant; ein anderes wurde von Gildas dem Weisen gegründet. Noch nach 1900 wurden auf Ouessant alte Balladen in bretonischer Sprache aufgezeichnet, die zuvor als ausgestorben galt.

### Neuzeit
Ouessant ist bekannt für seine maritime Vergangenheit, sowohl bezüglich der Fischerei, aber, und vor allen Dingen, auch wegen seiner herausragenden Funktion als Landmarke im Ärmelkanal. Der Leuchtturm Phare du Stiff, dessen Bau 1695 unter dem Festungsbaumeister Vauban (1633–1707) begonnen und 1700 beendet wurde, war der erste französische Leuchtturm am Ärmelkanal (siehe auch Liste von Leuchttürmen in Frankreich). Im engeren und weiteren Seegebiet vor Ouessant fanden 1778, 1781 und 1794 bedeutende Seeschlachten statt.

### Zweiter Weltkrieg
Von Juli 1940 bis Sommer 1944 besetzten Truppen der deutschen Wehrmacht Nord- und Westfrankreich und ließen entlang der gesamten Küste eine Kette von Verteidigungsbauwerken, den so genannten Atlantikwall, errichten, für den Ouessant ein wichtiger Vorposten war. Am 6. Juni 1944 („D-Day“) begann die Landung der Alliierten in der Normandie. Auf Ouessant waren einige Wehrmachtsoldaten stationiert. Während der Schlacht um Brest sagten sie sich von ihrer Truppe los, stellten sich auf die Seite der Inselbevölkerung und vertrieben mit Schüssen ein deutsches Boot, das nach ihnen als „Vermisste“ suchen sollte.

## Schiffshavarien
1896 sank die Drummond Castle nach der Kollision mit einem Felsen. 243 der 246 Menschen an Bord kamen ums Leben.
Im Mai 1922 kollidierte 25 Meilen vor der Insel der britische Passagierdampfer Egypt mit einem französischen Frachter und sank innerhalb weniger Minuten, wobei 87 Passagiere und Besatzungsmitglieder ums Leben kamen. Es war eine der schwersten Schiffstragödien in dieser Region zu Friedenszeiten.
Am 16. März 1978 havarierte der Öltanker Amoco Cadiz etwa 25 Kilometer nordöstlich der Insel, trieb auf ein Riff, brach auseinander und verursachte eine der schwersten Ölpesten aller Zeiten.

## Ouessant als Motiv in Malerei, Literatur, Film, Fotografie und Musik
Der Maler Charles Cottet (1863–1925) hielt die Aufbahrung eines dreijährigen englischen Mädchens, das beim Untergang der Drummond Castle ertrunken war, nachträglich auf einem Ölgemälde fest, das sich heute im Petit Palais (Paris) befindet. Das Mädchen und die Trauernden sind in traditioneller bretonischer Tracht dargestellt. Eine andere Version des Bildes befindet sich im Museum in Nantes.

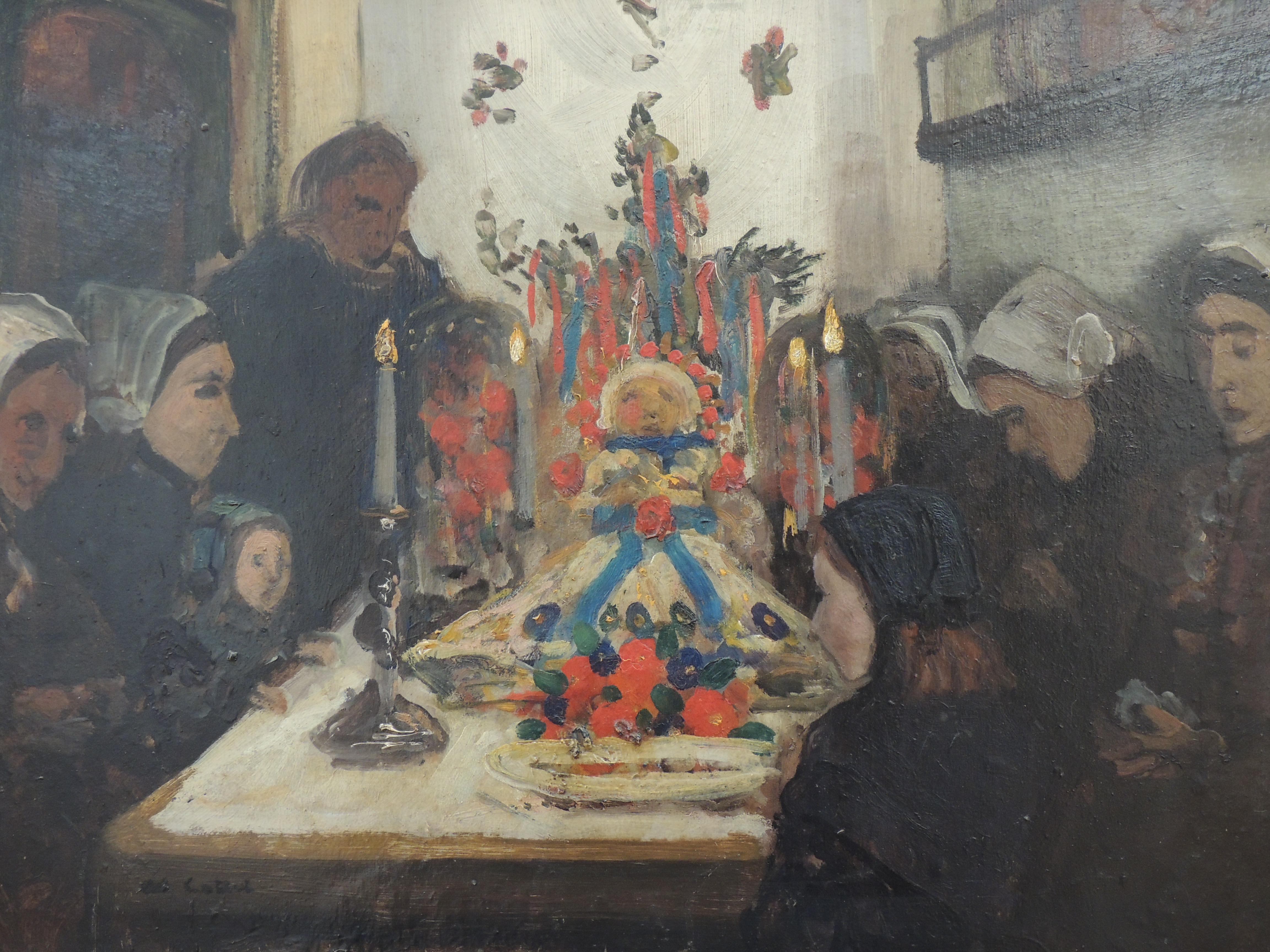
Charles Cottet: Totenwache für ein Kind in Ouessant (Musée d'Arts de Nantes)

Der französische Organist und Komponist Charles Tournemire (1870–1939) besaß ein Haus auf Ouessant und ließ Wildheit und unbändige Naturgewalten dieser Insel in seine spätromantischen Kompositionen einfließen. So ist auch seine Sinfonie Nr. 2, op. 36 „Ouessant“ betitelt.
Der junge Bernhard Kellermann (1879–1951) hielt sich einige Zeit auf der Insel auf. Hier ist der Schauplatz seiner Erzählung Das Meer (1910).
Im Jahr 1929 drehte der Regisseur Jean Epstein (1897–1953) mit Einwohnern der Insel den Stummfilm Finis Terræ, der teilweise auf Ouessant spielt. 
Auch in dem französischen Spielfilm Die Frau des Leuchtturmwärters aus dem Jahr 2004 wurde dem Leben auf der rauen Insel ein Denkmal gesetzt.
Yann Tiersen setzte der Insel, auf der er lebt, mit seinen Klavierstücken im Album Eusa I 2016 ein musikalisches Denkmal.
Der achteckige Leuchtturm Phare de la Jument im Südwesten von Ouessant ist ein Motiv der Fotografie von Jean Guichard aus dem Jahr 1989, das den Leuchtturmwärter in der offenen Türe des Turmes zeigt, der von einer riesigen Welle eingehüllt wird.
Der Kriminalroman Bretonische Sehnsucht – Kommissar Dupins dreizehnter Fall, den der deutsche Autor Jörg Bong 2024 unter seinem Pseudonym Jean-Luc Bannalec veröffentlicht hat, ist auf Ouessant angesiedelt.

## Bevölkerungsentwicklung
| Jahr                       | 1962 | 1968 | 1975 | 1982 | 1990 | 1999 | 2010 | 2017 |
| Einwohner                  | 1938 | 1814 | 1450 | 1221 | 1062 | 932  | 871  | 835  |
| Quellen: Cassini und INSEE |      |      |      |      |      |      |      |      |